# ZSU-37

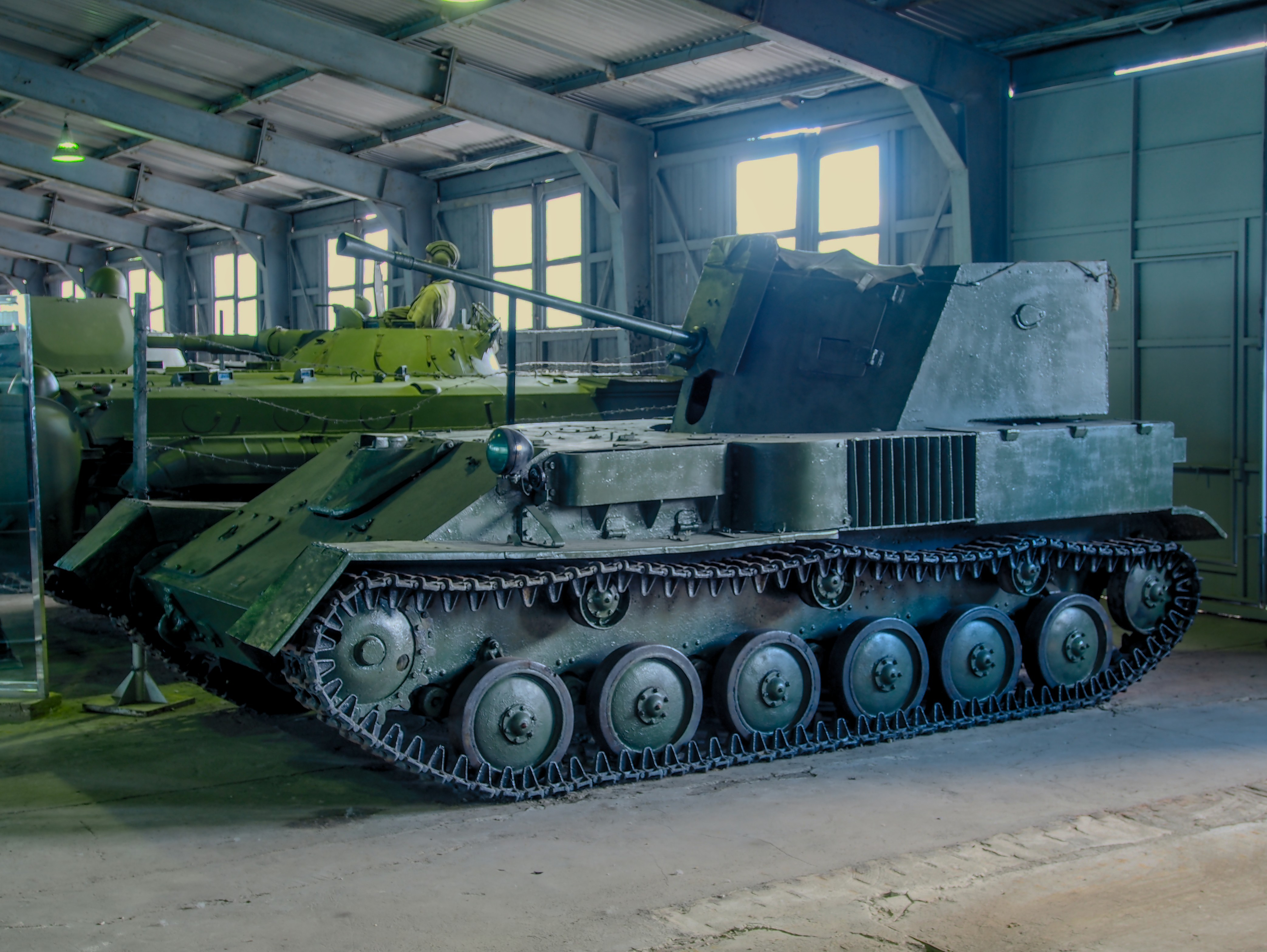
ZSU-37

ZSU-37 Samohybný protiletadlový systém 37 (rusky: Зенитная самоходная установка 37, Zenitnaja samochodnaja ustanovka 37) je sovětský lehký samohybný protiletadlový kanón, vyvinutý na konci roku 1943 a vyráběný v závodě č. 40 v Mytišči.

## Historie
Stroj s 37 milimetrovým kanónem vznikl na základě požadavku vojsk, která po zkušenostech s útoky Luftwaffe požadovala prostředek schopný účinně působit proti letadlům a zároveň postupovat ve formaci s tankovými kolonami. Vývoj prostředku probíhal v letech 1942–1944, kdy bylo postaveno postupně 6 prototypů. ZSU-37 byl prvním sovětským protiletadlových prostředkem na pásovém podvozku, vyráběným sériově. Sériová výroba prostředku začala až po vyřešení problémů s dostatečně rychlým otáčením věže a byla zajišťována Mytiščinským strojírenským závodem a Gorkého automobilovým závodem. Do skončení Velké vlastenecké války bylo postaveno 70 strojů (podle jiných zdrojů 75), ale do bojů zasáhlo jen 12 kusů, vyrobených počátkem roku 1945. Po druhé světové válce se ukázalo, že nízká rychlost střelby a palebná síla jediného 37mm kanónu nebyla účinná proti vysokorychlostním cílům v malých výškách. ZSU-37 se vyráběl od března 1945 do roku 1948 a celkem bylo vyrobeno 75 vozidel.

## Technické specifikace
ZSU-37 byl založen na podvozku SU-76M, na kterém byla uložena otevřená věž, vyzbrojená jedním 37mm protiletadlovým kanónem 61-K vz. 1939. Vozidlo bylo vybaveno automatickým zaměřovačem dálkového typu se dvěma kolimátory, stereoskopickým dálkoměrem s 1 metrovou základnou, rádiem 12RT-3, interkomem TPU-3F a mechanickými zaměřovacími mechanismy se dvěma rychlostmi úhlového pohybu pro odpovídající rychlost a plynulost míření (traverzový mechanismus měl nožní spínač rychlostí). Zásoba vezené munice byla 320 nábojů (130 nábojů v pětinábojových klipech a 190 nábojů uloženo volně).
Přední pancéřování trupu bylo 25–35 mm, boční 15 mm, zadní 10–15 mm a pancéřování věže 15 mm.
Rozměry stroje byly 5,25 × 2,75 × 2,18 metru, vážil 11,5 tuny a osádku tvořilo 6 mužů. Vozidlo dokázalo překonat 0,67 m vysoké vertikální překážky, 2 m široké příkopy, brodit 0,9 m hluboké vodní překážky a vystoupat 25° svah. Převodovka a podvozek byly stejné jako u SU-76M SPG. Pohonná jednotka byla také stejná, ale s výkonem zvýšeným ze 140 koní u SU-76M na 160 koní – byl to GAZ-203, který se skládal ze dvou tandemových 6válcových kapalinou chlazených benzínových motorů GAZ-202, každý s výkonem 80 koní (63 kW) při 3600 ot./min. Dokázal jet maximální rychlostí až 45 km/h, přičemž jeho dojezd činil 360 km. 